# Antonio Bonet Castellana
Antonio Bonet Castellana (Barcelona, 13 de agosto de 1913 - Barcelona, 1989) fue un arquitecto, urbanista y diseñador español, residente en el Río de la Plata durante la mayor parte de su vida.

## Inicios
Inició su carrera profesional en 1935 como colaborador en el estudio que tenían en Barcelona los arquitectos Josep Lluís Sert y Torres Clavé, quienes fundaron el MIDVA (Muebles y decoración para la vivienda actual). Ayudó a Sert a desarrollar el proyecto de la Joyería J. Roca (actualmente, Tous) situada en el Paseo de Gracia, 18 de Barcelona. En esos años fue miembro del GATCPAC. En 1936, apenas finalizados sus estudios de arquitectura, viajó a París donde ingresó en el estudio de Le Corbusier.
En Madrid realizó, entre otros edificios, en 1959 el antiguo Banco de Madrid en la Carrera de San Jerónimo 13,  con la colaboración de Manuel Jaén y del del escultor José Luis Sánchez que realizó el mural de la fachada.

### Río de la Plata
Tras el estallido de la guerra civil española decidió emigrar hacia el Río de la Plata. Vivió en la ciudad de Buenos Aires en Argentina y en Punta del Este en Uruguay. 
Fue fundador del Grupo Austral en colaboración con Jorge Ferrari Hardoy y Juan Kurchan. Se le atribuye junto a sus socios el célebre sillón BKF, aunque la autoría del mismo esté finalmente asignada a Ferrari Hardoy. Entre sus múltiples obras del periodo argentino sobresalen la Casa de Estudios para Artistas en Buenos Aires, el edificio Terraza Palace, las galerías Rivadavia y de las Américas en Mar del Plata.
En Uruguay construyó numerosos edificios sobre la costa de Punta Ballena (son notables el hotel Solana del Mar y la casa Berlingieri en Portezuelo), donde diseñó el proyecto de urbanización. Cabe destacar la original Capilla de la familia Soca en el pueblo Soca (1959). También proyectó obras en Paraguay. Aunque había fijado su residencia en Buenos Aires, viajaría en numerosas ocasiones a Barcelona y Madrid. La primera vivienda familiar que construyó en suelo uruguayo fue la de los poetas españoles exiliados Rafael Alberti y María Teresa León, en el barrio Cantegril, de Punta del Este (Parada 15, playa Mansa, Calles Abraham Lincoln y Rafael Alberti), Maldonado, Uruguay.

### Barcelona
En Barcelona proyectó La Ricarda (1949-1963) y el Canódromo Meridiana, por el cual 1963 recibió un premio FAD de arquitectura. Así mismo proyectó entre 1960-1965, junto con Josep Puig Torné, el complejo residencial de Pine Beach, en Gavà Mar, por cuenta de la sociedad FAESA de la familia Guardans Cambó, ejemplo de construcción de tendencia racionalista propugnada por la Bauhaus y aplicada por la GATCPAC, agrupación a la que perteneció.

#### La Llave Oro
De la mano de la promotora y constructora catalana La Llave de Oro, ideó para la ciudad de Barcelona tres edificaciones de destacada singularidad. Éstas fueron el edificio Mediterráneo (1966) (Calle Consejo de Ciento, 164-180) en el barrio del Eixample, complejo orientado a viviendas funcionales para la clase media; La Torre Cervantes (1966) (Calle Manuel Ballbé, 5) situada al final de la Avenida Diagonal y al lado del Parque Cervantes y destinado a viviendas de muy alto standing y amplitud y confort; y por último la Torre Urquinaona (1970) (Plaza Urquinaona, 6-8) un rascacielos en pleno centro de la ciudad, a escasos metros de la plaza Cataluña destinado a modernas y diáfanas oficinas.

### La Cerdaña
También realizó las casas del complejo residencial "La Devesa" del exclusivo Real Club de Golf de Cerdaña (1969-1970) , con sus particulares paredes inclinadas hacia fuera, entre otras características distintivas.

### Cabrils
Proyectó el gran complejo de la Mútua Metalúrgica de Cabrils (inaugurada el 1982)

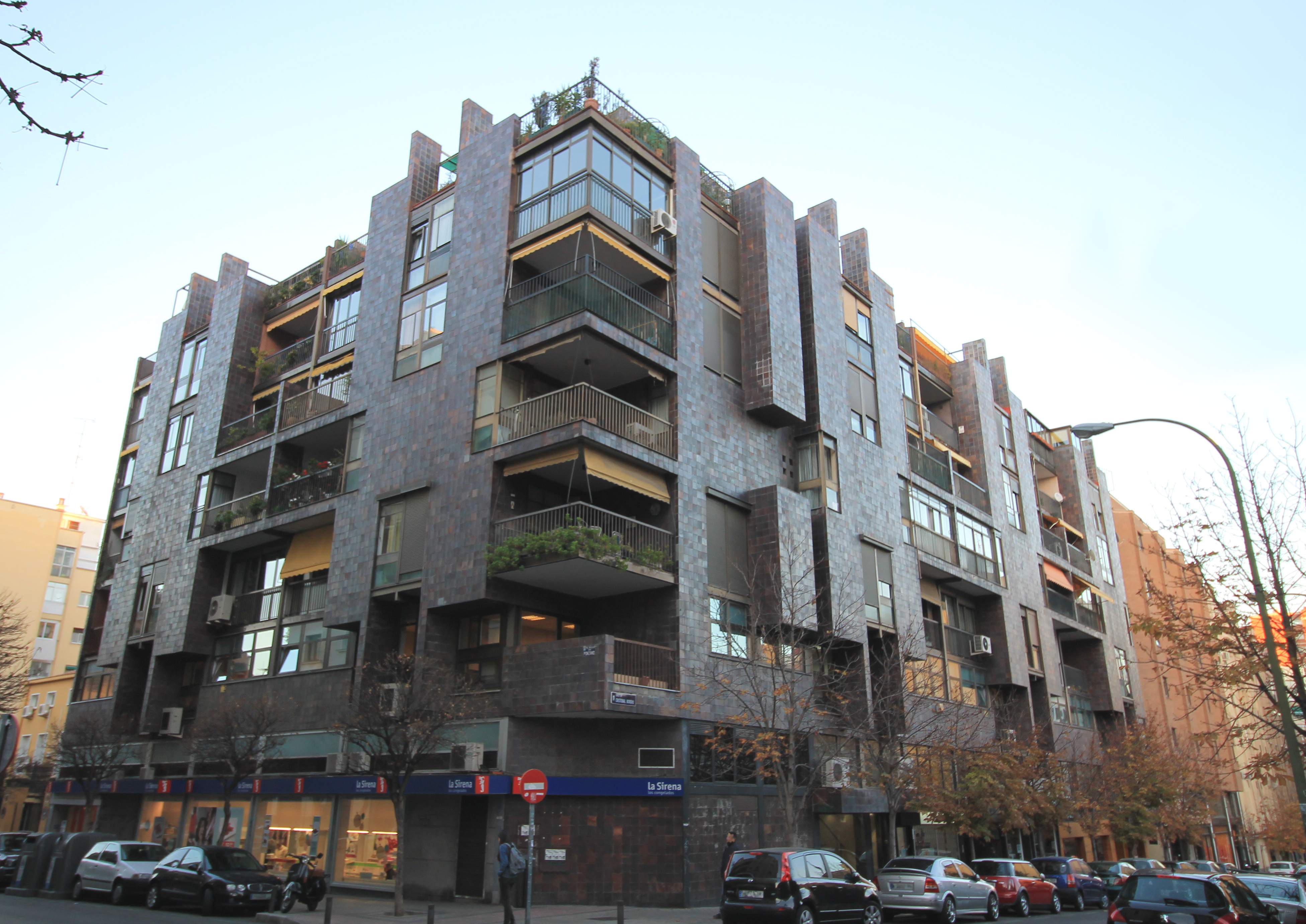
Edificio de viviendas en la calle de Ponzano de Madrid, diseñado por Bonet en 1969.

Tuvo una hija, Victoria Bonet Martí.

## Teoría
Consideraba a la arquitectura como una materia ordenadora en la vida del hombre y creía que la actividad del arquitecto se extendía desde la concepción de un mueble hasta el planeamiento de una ciudad. Una de sus constantes fue el esfuerzo por integrar las diversas escalas del hábitat humano, investigando nuevos materiales y formas para conseguir espacios arquitectónicos y muebles al servicio de la sociedad.